# Organspende

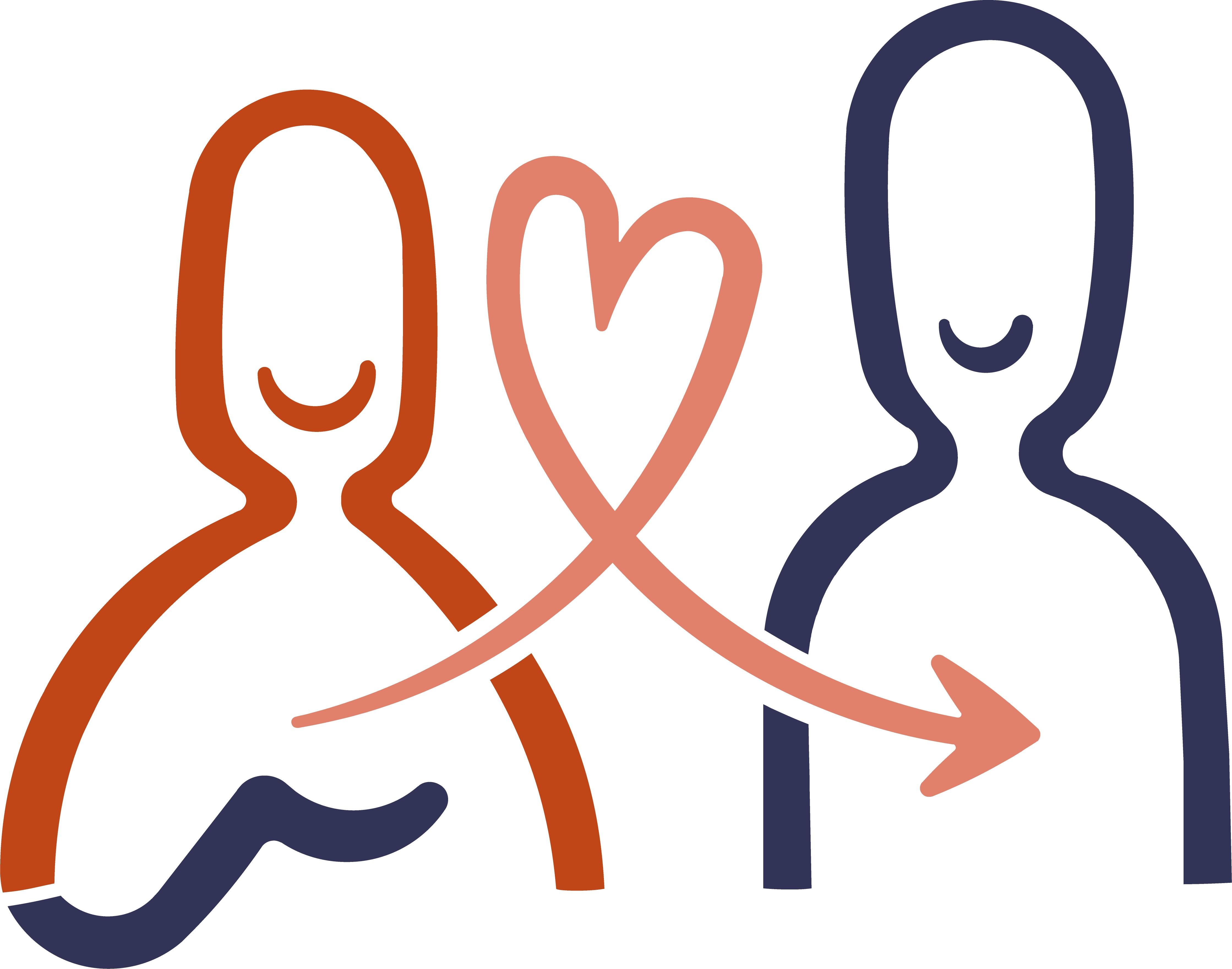
Organspende-Logo, Sieger des DIATRA-Wettbewerbs

Bei einer Organspende werden menschliche Organe für eine Transplantation vom Organspender zur Verfügung gestellt. Lebendorganspenden sind bei Nieren und Leberlappen gängige Praxis, bei Gebärmüttern sind solche Spenden in der Experimentalphase. Lebendspenden sind neben der Zustimmung des Spenders oft noch an weiterreichende Bedingungen gebunden.
Die Entnahme von lebensnotwendigen Organen wie Niere, Leber, Herz, Lunge, Bauchspeicheldrüse und Dünndarm darf nur geschehen, nachdem nach gesetzlich festgelegten Kriterien der Tod des Spenders festgestellt wurde (Entnahme post mortem). Dies ist meist (z. B. in Deutschland) die eindeutige Feststellung des Hirntodes. In einigen Ländern (z. B. Spanien) hingegen reicht für die Todesfeststellung auch das Herztodkriterium aus. Darüber hinaus konkurrieren aus rechtlicher Sicht grundsätzlich Widerspruchs- und Zustimmungsregelungen.
Von der Organspende im engeren Sinn abgegrenzt werden Gewebespenden (z. B. von Hornhaut), Blutspenden, Knochenmarkspenden (Blutstammzellenspende) und Spenden von vaskularisierten Gewebekomplexen (z. B. bei Hand- oder Gesichtstransplantationen).

## Geschichte
1954 spendete zum ersten Mal ein eineiiger Zwillingsbruder seinem Bruder als Lebendspender eine seiner Nieren (syngene Transplantation). Dieser Bruder überlebte acht Jahre. Der spendende Bruder selbst starb mehr als 56 Jahre später, 2010. Der damalige Chefoperateur Joseph Edward Murray erhielt 1990 den Nobelpreis für Medizin.
Die erste Lebendspende einer Bauchspeicheldrüse wurde 1979 von einem Team um David Sutherland an der University of Minnesota in Minneapolis durchgeführt.
Seit 1995 werden Leberlebendspenden durchgeführt. Bis 2012 sind weltweit über eine halbe Million Nieren transplantiert worden.

## Medizinische Fragen

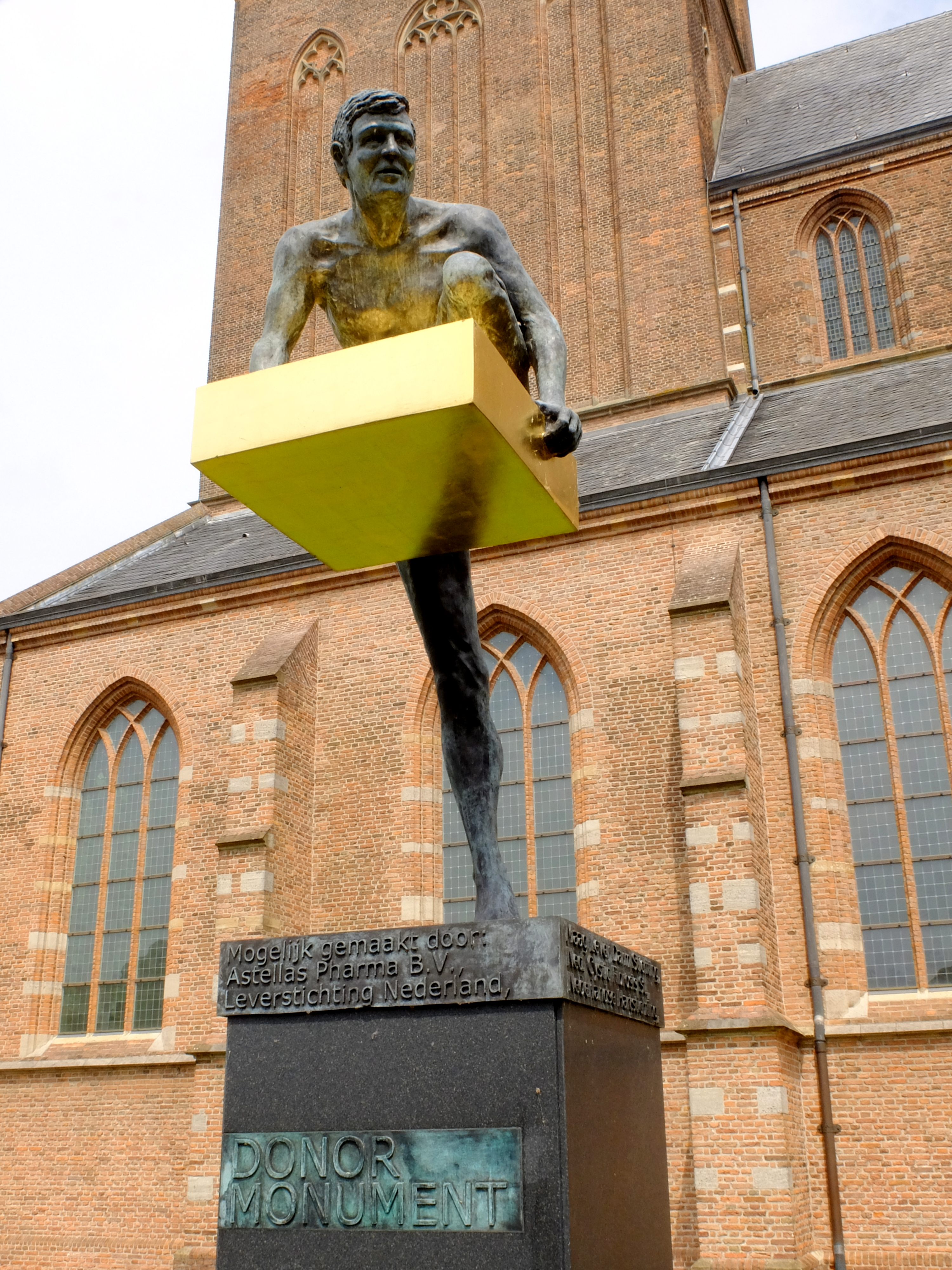
Nationales Organspender-Denkmal in Naarden, Niederlande: De klim, ‚das Klettern‘

Eine Organspende im engeren Sinn betrifft solide menschliche Organe. Anders ist das bei der Gewebespende, in deren Rahmen Blutbestandteile, Augenhornhaut, Herzklappen, Knochengewebe, Knorpelgewebe, Gehörknöchelchen, Haut oder Sehnen entnommen werden.

### Organqualität
Eine Reihe von Faktoren bestimmen die Qualität eines Organs (und damit neben der Kompatibilität des Organs mit dem Empfänger den Erfolgsgrad einer Transplantation). Die beiden wichtigsten sind das Organalter sowie bestimmte Komorbiditäten des Spenders.
Das Alter der Spender ist dabei weniger relevant als der Zustand der Organe. Die Eignung von Organen zur Transplantation wird jeweils im Einzelfall medizinisch geprüft.

#### Kontraindikationen
Eine Organspende verbietet sich dann, wenn der Spender an einem metastasierenden Krebsleiden, an einer aktiven und verbrauchenden Infektion, der Creutzfeldt-Jakob-Krankheit beziehungsweise anderen Prionen-Erkrankungen oder einer chronischen Organfunktionsstörung leidet.
Weil eine Infektion mit HIV keine absolute Kontraindikation für Transplantationen mehr ist, bieten sich für HIV-infizierte potenzielle Empfänger auch verstorbene HIV-Infizierte als Spender an, wenngleich dies bisweilen juristisch – z. B. in den Vereinigten Staaten – verboten ist.
Einige Kontraindikationen bestehen organspezifisch. So stehen mit Hepatitis B oder C Infizierte nicht für Leberspenden zur Verfügung.
Drogenabhängigkeit ist keine unbedingte Kontraindikation zur Organspende.

### Spendenarten
Bei der Organspende und Gewebespende gibt es nach Schäfer 3 verschiedene Spendeformen: Die Lebendspende, die Totspende und die Hirntotspende.
Grundsätzlich kann zwischen Spendeorganen, welche nur einem Toten entnommen werden dürfen, und solchen, die auch durch eine Lebendspende übertragen werden können, unterschieden werden. In der Regel erzielen dabei Organe aus Lebendspenden einen höheren Transplantationserfolg.
Es kann zwischen einer autologen, allogenen, syngenen, xenogenen und alloplastischen Transplantation unterschieden werden. Bei einer autologen Transplantation sind der Organspender und -empfänger dieselbe Person (z. B. Hauttransplantation bei Verbrennung). Bei einer allogenen Transplantation sind der Spender und der Empfänger zwei verschiedene Personen. Die allogene Transplantation ist die weltweit am häufigsten durchgeführte Art der Transplantation. Einen Spezialfall bilden syngene Transplantationen zwischen eineiigen Zwillingen, hier sind Spender und Empfänger genetisch identisch. Xenogene Transplantationen finden zwischen Vertretern von verschiedenen Spezies statt. Das bedeutet, Organe werden vom Tier auf den Menschen verpflanzt. Dazu gehört auch das Einsetzen von Schweineherzklappen in das menschliche Herz.

#### Lebendspende
Bei der Lebendspende spendet ein lebender Mensch eines seiner Organe oder die erforderlichen Zellen. Dies sind entweder paarig oder segmenthaft angelegte Organe oder Organe mit einer hohen Regenerationsfähigkeit.
Grundsätzlich wird zwischen Lebendspenden unter nahen Blutsverwandten und „fremden Spendern“, die meist nicht in einer persönlichen Verbindung mit dem Empfänger stehen, sogenannten living unrelated donors (LURD), unterschieden. Die Transplantationserfolge unterscheiden sich dabei meist nicht signifikant oder jedenfalls nicht bedeutend voneinander.
Gespendet werden von lebenden Personen Nieren und Leber. Auch Teile von Bauchspeicheldrüsen, Därmen und Lungen sind bereits nach Lebendspenden transplantiert worden. 2012 erfolgte in Deutschland erstmals eine Lungenorganspende von Eltern an ihr Kind.
Vorübergehend kann zur Geburt eines Kindes mittlerweile auch die Gebärmutter transplantiert werden.

##### Niere
Die Lebendnierenspende ist die häufigste Form der Lebendspende, da dieses Organ im Körper paarweise vorhanden ist und somit der Spender seine Nierenfunktion nicht einbüßt. Lebendspendenierentransplantationen zeigen deutlich größere Erfolge als Leichennierentransplantationen. Frauen spenden dabei zwischen zwei- und achtmal häufiger als Männer. Weniger invasive laparoskopische Entnahmearten führten in der Anfangszeit zu Beginn des 21. Jahrhunderts zwar zu häufigeren gravierenden Komplikationen, sind mittlerweile aber ähnlich sicher wie konventionelle offen-chirurgische Eingriffe, führen allerdings zu einer etwas längeren warmen Ischämiezeit, ohne dass dies bisher nachweisbare Konsequenzen für die Organqualität hat. Beide Eingriffsarten spielen daher in der klinischen Praxis eine legitime Rolle. Die perioperative Sterblichkeit liegt bei etwa 0,02 bis 0,05 %; die Langzeitsterblichkeit von Nierenspendern liegt gemäß einer Studie aus dem Jahr 2014 entgegen früheren Untersuchungen über der vergleichbarer Alterskohorten und wurde mit 30 % bzw. 40 % bei kardiovaskulären Ereignissen gegenüber dieser Gruppe angegeben. Allerdings gibt es Hinweise darauf, dass ältere Spender (Alter > 55) keine verkürzte Lebenserwartung gegenüber einer gesunden Vergleichsgruppe haben.

##### Leber
Ein weiteres Organ, bei dem Lebendspenden eine zunehmende Rolle spielen, ist die regenerationsfähige Leber, von der auch nur ein Teil gespendet werden kann.

#### Postmortale Spende
Post mortem werden auch Herzen, Gliedmaßen (z. B. bei der Handtransplantation) und das Gesicht für eine Transplantation gewonnen. Erste Versuche mit Gebärmutterspenden gab es zunächst in Saudi-Arabien und der Türkei; auch in Schweden ist ein solches Programm im Gang. Organe zur Transplantation werden in der Regel entnommen, wenn der Hirntod nachgewiesen ist.
In einigen Ländern werden, zumeist alternativ, Organe auch nach dem Herztod entnommen, dabei werden vor allem Nieren und seltener auch Lebern explantiert.
Bis die Vorbereitungen zur Entnahmeoperation abgeschlossen sind, wird der Körper des Spenders im Rahmen der Organprotektiven Intensivtherapie versorgt.
Bevor 1968 an der Harvard University entwickelte Hirntodkriterien breite Anerkennung fanden, war der Herztod die Prämisse der meisten postmortalen Organspenden. Danach wurde der Hirntod in den meisten Staaten mit Transplantationsmedizin die weitaus häufigste Präexplantationsdiagnose. Lediglich in Staaten wie Japan, die den Hirntod nicht anerkennen, blieb der Herztod das Standardkriterium für die postmortale Organentnahme. Erst durch die Verschärfung des Organmangels kommt es seit den 1990er Jahren auch in einigen anderen Staaten (z. B. USA, Niederlande) wieder vermehrt auch zu Entnahmen nach einem irreversiblen Kreislaufstillstand ohne Feststellung des Hirntods. In der Schweiz und seit Ende 2013 in Österreich muss der Hirntod auch vor einer Entnahme nach einem irreversiblen Kreislaufstillstand festgestellt werden. In Deutschland ist eine Organexplantation nach Herztod verboten.
Der Hirntod kann bei primär supratentorieller (Großhirn-)Läsion durch klinische Untersuchungen festgestellt werden (Koma, Fehlen aller Hirnstammreflexe und Ausfall der Spontanatmung). Diese Beobachtungen müssen über einen gewissen Zeitraum hinweg – je nach Jurisdiktion und Art des Hirnschadens etwa zwischen vier und 72 Stunden, wobei sekundäre Hirnschäden in der Regel längere Zeiträume erfordern – nachgewiesen werden. Alternativ sind auch technische Untersuchungen zum Nachweis der Irreversibilität möglich und üblich: entweder ein Null-Linien-EEG über mindestens 30 Minuten, oder beidseits erloschene evozierte Potentiale, oder der Nachweis der fehlenden Hirndurchblutung mittels Doppler-Sonographie oder Perfusionsszintigraphie. Bei primär infratentorieller (Hirnstamm-, Kleinhirn-) Läsion ist eine apparative Zusatzuntersuchung (EEG oder Sonographie) oft obligat.
Eine Organspende erschwert oder behindert normalerweise die Bestattung nicht.

## Ethische Fragen
Im Zusammenhang mit Organspenden können sich verschiedene Situationen und Fragen ergeben, die eine ethische Beurteilung erfordern.(Hierzu auch noch der anschließende Abschnitt zu den religiös-weltanschaulichen Beurteilungen).

### Organmangel
Seit Beginn der Geschichte von Transplantationen existiert ein Mangel an Spenderorganen. Da Deutschland, gemessen an der Organspenderzahl pro eine Million Einwohner, auf einem der hintersten Plätze weltweit liegt, ist der Organmangel in Deutschland wesentlich gravierender als im europäischen Ausland. Um die ausgewogene Verteilung postmortal gespendeter Organe sicherzustellen, wurden Organisationen gegründet, die Spenderdatenbanken führen. Hier werden die Spenderorgane auf ihre medizinische Kompatibilität mit potentiellen Empfängern hin überprüft und nach weiteren Kriterien, wie z. B. Dringlichkeit („sickest-first“-Prinzip) und Erfolgsaussicht (Zugewinn an Lebensjahren mit gewisser Lebensqualität), einem oder mehreren geeigneten Empfängern zugewiesen. Nicht-medizinische Merkmale (Geschlecht an sich, Glaube oder ähnliche Parameter) spielen bei der Vergabe keine Rolle.
Die europaweit agierende Stiftung Eurotransplant führte, zum Jahresbeginn 2022, in Deutschland, 8.458 Patienten auf ihren Wartelisten, während im Vorjahr (2021) 3.260 Organtransplantationen vorgenommen worden waren. Nach Angaben der Organisation werden im gesamten europäischen Raum jährlich etwa 7.000 Spenderorgane erfolgreich vermittelt, während die zentralen Warteliste etwa 14.000 Patienten verzeichnet, die auf ein geeignetes Spenderorgan warten. Deutschland ist ein sogenanntes „Nehmerland“ im Eurotransplant Verbund, das heißt, es erhält aus dem Ausland mehr Organe, als aus Deutschland ins Ausland geschickt würden. Im Jahr 2024 lag der Anteil dieser „importierten Organe“, die häufig im Herkunftsland als Transplantat „abgelehnt“ wurden, bei bis zu 26 Prozent. Dennoch ist Deutschland bei der Transplantation weltweit unter den Schlusslichtern und Patienten warten hier länger auf ein Organ als im Ausland.
Wartezeiten für eine Spenderniere variieren je nach politischem Kontext. In Deutschland beispielsweise sind sie in den letzten Jahren kontinuierlich gestiegen und betrugen Anfang 2005 ca. sechs bis acht Jahre. 2024 betrug die Wartezeit auf eine Spenderniere in Deutschland im Durchschnitt 8,5 Jahre. Ein Teil der potentiellen Organempfänger verstirbt daher während der Wartezeit an ihren Erkrankungen. Gründe für die lange Wartezeit sind u. a. der Rückgang an tödlichen Straßenverkehrsunfällen sowie die gestiegene allgemeine Lebenserwartung, die zu einer Zunahme von Erkrankungen führt, die nur durch eine Transplantation therapiert werden können.
Es werden infolge des technischen Fortschritts immer mehr Transplantationen von den Medizinern als durchführbar angesehen – demgegenüber steht jedoch eine gleichbleibende oder, je nach Organ, sinkende Anzahl an Transplantationen in Deutschland seit 2010.
Als weiterer Grund für den Mangel an Organen werden gesetzliche Regelungen angeführt, die zahlreichere Spenden verhinderten. Beispielsweise weist der Deutsche Ethikrat darauf hin, dass lediglich ein geringer Prozentsatz der Bevölkerung von der geltenden Zustimmungsregelung wisse und somit einen Organspendeausweis ausgefüllt habe. Wird ein potenzieller Spender für hirntot erklärt, so müssten Ärzte die Zustimmung zur Explantation durch die Angehörigen bereits auf der Intensivstation sicherstellen. Dies werde wegen Strukturproblemen in Kliniken (Mangel an Personal etc.) und anderen Gründen (Kommunikationsproblemen und Problemen in Umgang mit Pietätsgefühl) häufig nicht gemacht.
Die Deutsche Stiftung Organtransplantation (DSO) zählte, von 2012 bis 2021, in Deutschland zwischen 797 (2017) und 1.046 (2012) Spendern pro Jahr.
Dabei spielen zunehmend ältere Spender eine Rolle; 2021 waren 30 Prozent bereits 65 oder älter und mehr als 20 Prozent waren, zum Zeitpunkt der Organentnahme, mindestens 56 Jahre alt.

### Postmortale Spenden
Postmortale Spenden werfen zwei spezifische Ethikprobleme auf: Zunächst stellt sich die Frage des Todeseintritts. Danach muss geprüft werden, wer unter welchen Umständen entscheidet, ob eine Organentnahme vorgenommen werden darf. Schließlich gilt es, die Situation der Hinterbliebenen einzuschätzen.

#### Todeseintritt
In der Praxis ist der Hirntod das gängige Kriterium für die Möglichkeit einer Organentnahme. Exemplarisch für viele in Transplantationsprozesse eingebundene Mediziner bezeichnet die ärztliche Koordinatorin der DSO den Hirntod als „die sicherste Diagnose, die man stellen kann“. Demgegenüber bezweifeln Teile der deutschen Bevölkerung die Zuverlässigkeit der Diagnose. Sie befürchten, dass potenzielle Spender zum Zwecke der Organentnahme zu früh für tot erklärt werden. Eine grundsätzlichere Gegenposition nehmen Vertreter einer Ethik, die durch den Philosophen Hans Jonas verkörpert wird, ein: Sie verfechten die Position, dass die menschliche Person nicht von ihrem Körper zu trennen oder allein im Gehirn zu verorten sei. In der Schweiz wird diese Position zum Beispiel von dem Verein „Ärzte und Pflegefachpersonen gegen Organspende am Lebensende“ vertreten. Der deutsche Arzt und ehemalige Transplantationsmediziner Peter Beck nimmt ebenfalls diese Position ein. Nachdem die Süddeutsche Zeitung 2014 über Fälle berichtet hatte, in denen der Hirntod nicht korrekt festgestellt worden war, wurden die Richtlinien verschärft.

#### Entscheidungskompetenz
Im Grundsatz werden vier Modelle der postmortalen Organspende unterschieden:
- Zustimmungsregelungen

erlauben eine postmortale Organentnahme nur dann, wenn der Verstorbene – beispielsweise mit Hilfe eines Organspendeausweises oder einem Eintrag in  das digitale Organspenderegister – zu Lebzeiten ausdrücklich erklärt hat, dass er nach dem Tod Organspender sein wolle. Bei erweiterten Zustimmungsregelungen können nach dem Tod des Organspenders auch noch bestimmte Personen, zumeist Hinterbliebene, zustimmen. Die enge Form der Zustimmungsregelung praktiziert heute kein europäischer Staat.
- Widerspruchsregelungen

Hinsichtlich des potenziellen Spenderkreises weiter gefasst sind Widerspruchsregelungen (auch Widerspruchslösungen), bei denen alle Verstorbenen als Spender in Frage kommen, die zu Lebzeiten nicht ausdrücklich einer postmortalen Spende widersprochen haben. Der Widerspruch kann in einer persönlichen Erklärung oder einer Vollmacht, aber auch im digitalen Organspenderegister hinterlegt werden.
Erweiterte Widerspruchsregelungen geben bestimmten Hinterbliebenen zusätzlich das Recht, nach dem Tod des potentiellen Spenders als Boten des Willens des Verstorbenen zu Lebzeiten zu fungieren.
- Informationsregelungen

bilden eine spezielle Unterart der erweiterten Widerspruchsregelung. Bei jenen gilt zunächst der zu Lebzeiten geäußerte Wille des potentiellen Spenders. Ist dieser nicht bekannt, gilt eine Organentnahme dann als zulässig, wenn bestimmte Hinterbliebene informiert werden und innerhalb einer bestimmten Frist nicht widersprechen.
- Notstandsregelungen

erlauben die Entnahme von Organen auch beim Vorliegen eines Widerspruchs – ob vom Spender oder dessen Angehörigen – in jedem Fall.

#### Situation der Angehörigen
Organspendegegner bemängeln, dass Angehörige nach einem Unfall vom Klinikpersonal zu einer Entscheidung genötigt würden, obwohl sich diese noch in einem Zustand des Schocks befänden. In Ländern, in denen bestimmten Angehörigen unter spezifischen Voraussetzungen ein Mitspracherecht eingeräumt wird, ist ein solches Vorgehen jedoch zwingend geboten.

#### Incentives
Bei postmortalen Organspenden werden Bestattungshilfen als ethischer angesehen (insbesondere als Zeichen der Dankbarkeit und Ehrung des verstorbenen Spenders) und erhöhen möglicherweise die Spendenbereitschaft als direkte Barzahlungen mit gleichem Geldwert.
In Südkorea wurde mit der Bestimmung des Organtransplantationsgesetzes aus dem Jahr 2006 ein finanzieller Anreiz in Höhe von 4.500 US-Dollar für die Hinterbliebenen hirntoter Spender eingeführt; die Belohnung ist als Trost und Entschädigung für Beerdigungskosten und Krankenhausgebühren gedacht.

### Organhandel
Organhandel ist in den meisten Staaten verboten. Ausnahme bilden hier der Iran und die Philippinen, die einen regulierten Organmarkt institutionalisiert haben. Guyana hat keine Gesetze gegen Organhandel, sodass es zu Organkäufen kommt. Außerdem werden auch Bolivien, Pakistan, Peru und Albanien häufig im Zusammenhang mit Organhandel genannt. Um bei Lebendspenden Organhandel zu verhindern, sehen viele Organentnahmeregelungen nur einen bestimmten Personenkreis vor. Dabei handelt es sich meist um enge Verwandte oder unter Umständen mit dem Spender persönlich verbundene Personen.

## Beurteilung in Religionen und Weltanschauungen

### Christentum
Die christlichen Kirchen lehnten bis in die 1950er Jahre mit Blick auf das Verstümmelungsverbot von Leichnamen die Organspende ab. Heute wird von den meisten großen christlichen Kirchen die Ansicht vertreten, dass die der Nächstenliebe entspringende Entscheidung zur Organspende Vorrang habe vor der körperlichen Integrität des Leichnams. Hingewiesen wird lediglich auf die Notwendigkeit eines würdevollen Umgangs mit dem toten Spender und den Angehörigen sowie auf die Freiwilligkeit der Spende. Unter anderem aus diesem Grund wird auch das Modell einer Widerspruchsregelung kritisch betrachtet.
Aus Sicht der Römisch-Katholischen Kirche ist der eingetretene Tod des Spenders unabdingbare Voraussetzung für eine Organspende. Papst Johannes Paul II. hat unzulässige Bedingungen bei der Organentnahme im Zusammenhang mit den Formen von Euthanasie benannt: „Sie könnten sich zum Beispiel dann ereignen, wenn man, um mehr Organe für Transplantationen zur Verfügung zu haben, die Entnahme dieser Organe vornimmt, ohne die objektiven und angemessenen Kriterien für die Feststellung des Todes des Spenders zu respektieren.“ Auch Papst Benedikt XVI. hat deutlich gemacht, dass bei fehlender sicherer Gewissheit das Prinzip der Vorsicht vorherrschen müsse. Nur unter diesen Bedingungen könne in der Organspende ein Akt der Nächstenliebe gesehen werden. Die geforderte Todesvoraussetzung entspricht dem Katechismus der Katholischen Kirche KKK 2296 sowie dem Kompendium 476.
Im Jahr 1990 brachten die Deutsche Bischofskonferenz und der Rat der Evangelischen Kirche in Deutschland ihre erste gemeinsame Schrift heraus, „Organtransplantationen“. Darin heißt es auf Seite 10f: „Der Hirntod bedeutet ebenso wie der Herztod den Tod des Menschen. Mit dem Hirntod fehlt dem Menschen die unersetzbare und nicht wieder zu erlangende körperliche Grundlage für sein geistiges Dasein in dieser Welt. Der unter allen Lebewesen einzigartige menschliche Geist ist körperlich ausschließlich an das Gehirn gebunden. Ein hirntoter Mensch kann nie mehr eine Beobachtung oder Wahrnehmung machen, verarbeiten und beantworten, nie mehr einen Gedanken fassen, verfolgen und äußern, nie mehr eine Gefühlsregung empfinden und zeigen, nie mehr irgendetwas entscheiden. … Hirntod bedeutet also etwas entscheidend anderes als nur eine bleibende Bewußtlosigkeit, die allein noch nicht den Tod des Menschen ausmacht.“ Der Schlusssatz dieser gemeinsamen Erklärung lautet: „Aus christlicher Sicht ist die Bereitschaft zur Organspende nach dem Tod ein Zeichen der Nächstenliebe und Solidarisierung mit Kranken und Behinderten.“
Am 27. April 2015 brachte die Deutsche Bischofskonferenz die Arbeitshilfe „Hirntod und Organspende“ heraus. Darin heißt es auf Seite 6: „Nach jetzigem Stand der Wissenschaft stellt das Hirntod-Kriterium im Sinne des Ganzhirntodes – sofern es in der Praxis ordnungsgemäß angewandt wird – das beste und sicherste Kriterium für die Feststellung des Todes eines Menschen dar, so dass potentielle Organspender zu Recht davon ausgehen können, dass sie zum Zeitpunkt der Organentnahme wirklich tot und nicht nur sterbend sind. […] Die Entscheidung zur postmortalen Spende eigener Organe stellt einen großherzigen Akt der Nächstenliebe dar, der als solcher frei von allem sozialen Druck bleiben sollte.“
Zum Tag der Organspende 2020, der wegen der Coronavirus-Pandemie nur virtuell stattfand, erschien in der Katholischen Sonntagszeitung ein Artikel mit Zitaten von zwei Päpsten zur Organspende: Papst Benedikt XVI. nannte sie 2008 eine „besondere Form der Nächstenliebe“. 2019 bezeichnete sie Papst Franziskus als „Ausdruck der universellen Geschwisterlichkeit“.

### Judentum
In jüdischen Ethiken spricht das strikte Verbot, einen Leichnam zu verstümmeln, gegen eine Organspende. Andererseits steht die Pflicht, das Leben eines Menschen zu retten, im Judentum über nahezu allen anderen Geboten. Deshalb wird Organtransplantation im progressiven und, sofern ein konkreter Empfänger das Organ braucht, auch im orthodoxen Judentum befürwortet. Die Religionszugehörigkeit von Spender und Empfänger gilt dabei nicht als relevant.

### Islam
Auf der Basis, dass Organspenden Leben retten, können im Islam alle anderen theologischen Gründe, die gegen eine Organspende sprechen würden, außer Kraft gesetzt werden. Das stärkste Argument im Koran für eine Organspende findet sich in Sure 5,32: „Und wenn jemand [einen Menschen] am Leben erhält, so ist es, als hätte er die Menschen alle am Leben erhalten.“ Andererseits legt der Islam großen Wert auf die Heiligkeit des Körpers. Gegen eine Lebendspende kann dann eingewendet werden, dass Nierenspenden aufgrund der Möglichkeit von Dialysen zur Lebensrettung nicht zwingend sind. Ferner wird „Allahs Vorsehung“ hoch geschätzt und so könnte die Rettung von Todgeweihten als ein Versuch empfunden werden, Allahs Pläne zu durchkreuzen.
Der ägyptische Großmufti gab 1966 die erste Fatwa, die Organspenden erlaubte, heraus. Seit 1986 auf einer Konferenz islamischer Rechtsgelehrter in Amman der Hirntod dem Herztod in einer Fatwa gleichgestellt wurde, wurden in einer Reihe von primär islamischen Ländern Propagandakampagnen für postmortale Organspenden durchgeführt.
Die Spendenbereitschaft unter Muslimen in Deutschland wird von Medizinern als sehr gering eingeschätzt, während sie in islamischen Ländern höher liegt.
Nach Auffassung einiger islamischer Rechtsgelehrter ist die Organspende von einem Nicht-Muslim zu einem Muslim zwar möglich, jedoch nicht umgekehrt. Die in Deutschland sehr große Wahrscheinlichkeit, dass das Organ an einen Nicht-Muslim geht, könnte daher die geringe Spendenbereitschaft teilweise erklären.
Einige Rechtsgelehrte vertreten jedoch eine andere Auffassung und halten Transplantationen auch an Nicht-Muslime für möglich.

### Buddhismus
Im Buddhismus wird betont, dass das Sterben ein ausgedehnter Prozess ist und es wird angenommen, dass subtile Ebenen des Geistes existieren, die sich nicht in Hirnströmen manifestieren. „Aus buddhistischer Sicht bedeutet das Ende der Gehirnströme nicht, dass die Person gestorben ist […sondern es…] vollziehen sich im Herzen noch innere Auflösungsprozesse. Und obwohl der Atem stillsteht und das Gehirn nicht mehr aktiv ist, bleibt das Bewusstsein noch einige Zeit im Körper.“ Aus dieser Sicht geschieht die Organentnahme also nie nach dem Tod, sondern während des Sterbeprozesses, der hierdurch gestört werden kann. Dies hat nach buddhistischer Auffassung auch Einfluss auf Karma und Wiedergeburt des Sterbenden, denn dem verbleibenden Bewusstsein sei es möglich, noch weiter positives Karma zu schaffen, zu meditieren oder sogar Erleuchtung zu erlangen. Daher wird als Voraussetzung der Organspende angesehen, dass sie vom Spender zu Lebzeiten freiwillig verfügt worden ist. Unter dieser Voraussetzung wird sie jedoch als sehr positive, „heilsame Tat“ eingestuft.

### Konfuzianismus
Aufgrund des Respekts vor den Eltern (Kindliche Pietät) gibt es im Konfuzianismus Vorbehalte gegen Organspenden, sofern Angehörige entscheiden, ob die Organe der Eltern für eine Spende freigegeben werden sollen. Vor allem aber ist nach Konfuzius der Körper ein Geschenk der Eltern, so dass deren Kinder in der Pflicht seien, diesen intakt zu halten. Andererseits gibt es von konfuzianischen Gelehrten Zuspruch für Organspenden auf Grundlage der Nächstenliebe als eine der fünf zentralen Tugenden des Konfuzianismus.

### Taoismus
Nach dem Taoismus werden Organspenden aus mehreren Gründen abgelehnt. Einerseits wird eine Organspende als ein Handeln gegen den natürlichen Lauf der Dinge (wu wei) gesehen, andererseits störe eine Operation den natürlichen Fluss des qis des Körpers und sei unnatürlich, und zuletzt wird der Tod nur als eine andere Form des Lebens angesehen, so dass eine Organentnahme die Unversehrtheit des Körpers in diesem Leben nach dem Tod verletze.
Für eine Organspende spräche jedoch, dass der Körper lediglich Gefäß des Geistes sei und eine Organspende daher keinen Einfluss auf die Prinzipien des dao und de als Essenz des Lebens habe, sowie dass eine Spende als Ausdruck von Selbstaufopferung, um ein anderes Leben zu retten, natürlich sei.

### Anthroposophie
Da die Organtransplantation eine vom Spender so nicht intendierte Entnahme einer Vielzahl von Organen des menschlichen Körpers nach sich ziehen kann, wird die postmortale Organentnahme von Vertretern der Anthroposophie sehr kritisch gesehen. Aus Sicht der anthroposophischen Medizin ist das Hirntodkriterium ebenfalls sehr zweifelhaft. Daher wird von der Zustimmung zur Organspende eher abgeraten. Im Gegensatz dazu wird die Lebendspende von Organen aber durchaus positiv gesehen.

## Ökonomie
Weil kein freier Organhandel existiert, kann man Organspenden nur nach ihrem Nutzen im Vergleich zu Substitutionsdienstleistungen wie Dialysen in Relation zu Nierenspenden ökonomisch bewerten. Hier zeigt sich, dass Nierentransplantationen langfristig und bei durchschnittlichem Organüberleben deutlich günstiger als vergleichbare Dialysen sind. Für die Vereinigten Staaten wird so ein Ersparniswert von 94.000 US$ (80.659 Euro) pro gespendeter Niere veranschlagt, was noch nicht den Wert an hinzugewonnener qualitätsadjustierter Lebenszeit beinhaltet. Selbst bei sehr konservativen Schätzungen beträgt dieser Wert etwa 50.000 US$ (42.904 Euro) pro Organüberlebensjahr mit einer derzeitigen Halbwertzeit von etwa zehn Jahren. Demgegenüber stehen selbst bei Lebendnierenspenden maximal etwa 20.000 US$ direkte Kosten sowie ein sehr kleines, nicht quantifiziertes Gesundheitsrisiko beim Spender.
Aus utilitaristischer Sicht bedeutet die Nichtverwertung transplantationsfähiger Organe von Leichen also die routinemäßige Vernichtung einer sehr wertvollen Ressource. Um den Organmangel zu beheben, wird deshalb diskutiert, selektive Anreize für eine Registrierung zur postmortalen Organspende anzubieten.

## Weltweite Praxis

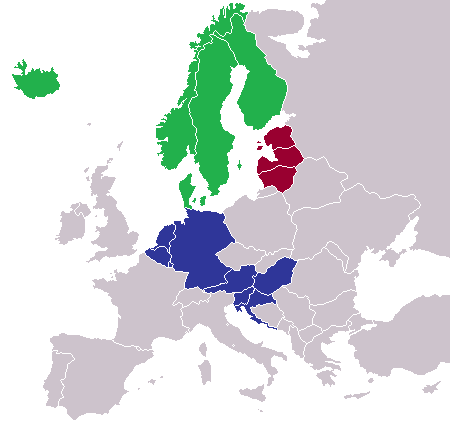
Regionale Transplantationsverbünde:

Praktiken der Organspende sind im Wesentlichen national geprägt, wenngleich es in Ländern mit starken Gliedstaaten (z. B. Kanada oder Schweiz) auch subnationale Praktiken geben kann. Darüber hinaus existieren internationale Organspendenverteilungsorganisationen, so in Europa Eurotransplant, Scandiatransplant und Balttransplant. In Lateinamerika versucht die Grupo Punta Cana Organtransplantationen international zu koordinieren.

### Überblick
Die folgende Tabelle gibt einen Überblick über die globale Situation der existierenden Regelungen für Organspenden.
|             | Staat / Land                             | Regelung                 | Inkraftsetzung           | Todes kriterium          | Spenderquote             | Spenderquote             |
| post mortem | Staat / Land                             | Regelung                 | Inkraftsetzung           | Todes kriterium          | Lebendspenden            |                          |
| ----------- | ---------------------------------------- | ------------------------ | ------------------------ | ------------------------ | ------------------------ | ------------------------ |
| E           | Eurotransplant-Länder                    | Eurotransplant-Länder    | Eurotransplant-Länder    | Eurotransplant-Länder    | Eurotransplant-Länder    | Eurotransplant-Länder    |
| E           | Deutschland                              | Zustimmungsregelung      | 1997 (2012)              | ∅                        | 15,8                     | 09,2                     |
| E           | Österreich                               | Widerspruchsregelung     | 1982                     | ∅                        | 23,3                     | 07,3                     |
| E           | Belgien                                  | Widerspruchsregelung     | 1986                     | ∅ ♠                      | 20,5                     | 07,6                     |
| E           | Niederlande                              | Widerspruchsregelung     | 2018                     | ∅ ♠                      | 13,7                     | 28,7                     |
| E           | Luxemburg                                | Widerspruchsregelung     | 1982                     | ∅                        | 06,0                     | 0                        |
| E           | Kroatien                                 | Widerspruchsregelung     | 1989 (2000)              | ∅                        | 30,7                     | 05,0                     |
| E           | Slowenien                                | Widerspruchsregelung     | 1996 (2000)              | ∅                        | 20,5                     | 0                        |
| E           | Ungarn                                   | Widerspruchsregelung     | 1972                     | ∅                        | 15,9                     | 04,3                     |
| S           | Scandiatransplant-Länder                 | Scandiatransplant-Länder | Scandiatransplant-Länder | Scandiatransplant-Länder | Scandiatransplant-Länder | Scandiatransplant-Länder |
| S           | Dänemark                                 | Zustimmungsregelung      | 1990                     | ∅                        | 05,6                     | 18,2                     |
| S           | Finnland                                 | Widerspruchsregelung     | 1985                     | ∅                        | 17,0                     | 02,0                     |
| S           | Island                                   | Zustimmungsregelung      | 1991                     | ∅                        | 10,0                     | 16,2                     |
| S           | Norwegen                                 | Widerspruchsregelung     | 1973                     | ∅                        | 20,8                     | 16,9                     |
| S           | Schweden                                 | Informationsregelung     | 1996                     | ∅                        | 12,6                     | 18,7                     |
| B           | Balttransplant-Länder                    | Balttransplant-Länder    | Balttransplant-Länder    | Balttransplant-Länder    | Balttransplant-Länder    | Balttransplant-Länder    |
| B           | Estland                                  | Widerspruchsregelung     | 2002                     | ∅                        | 25,4                     | 03,1                     |
| B           | Lettland                                 | Widerspruchsregelung     |                          | ∅                        | 14,8                     | 00,9                     |
| B           | Litauen                                  | Zustimmungsregelung      |                          | ∅                        | 10,9                     | 02,4                     |
|             | Restliche Westeuropäische Länder         |                          |                          |                          |                          |                          |
|             | Schweiz                                  | Zustimmungsregelung      | 2007                     | ∅                        | 12,6                     | 14,7                     |
|             | Liechtenstein                            | Informationsregelung     | 2012                     | ∅                        |                          |                          |
|             | Spanien                                  | Widerspruchsregelung     | 1979                     | ∅                        | 32,0                     | 05,5                     |
|             | Portugal                                 | Widerspruchsregelung     | 1993                     | ∅                        | 30,2                     | 04,8                     |
|             | Frankreich                               | Widerspruchsregelung     | 1976 (1994)              | ∅                        | 23,8                     | 04,6                     |
|             | Irland                                   | Zustimmungsregelung      | —                        | ∅                        | 12,6                     | 05,0                     |
|             | Italien                                  | Widerspruchsregelung     | 1967 (1999)              | ∅ ♠                      | 21,6                     | 03,2                     |
|             | Vereinigtes Königreich                   | Zustimmungsregelung      | 1961 (1989)              | ∅                        | 16,4                     | 17,0                     |
|             | Restliche Süd- und Osteuropäische Länder |                          |                          |                          |                          |                          |
|             | Türkei                                   | Informationsregelung     | 1979                     | ∅                        | 03,6                     | 34,3                     |
|             | Albanien                                 | keine                    |                          | ∅                        |                          |                          |
|             | Bulgarien                                | Widerspruchsregelung     | 1996                     | ∅                        | 02,7                     | 01,9                     |
|             | Georgien                                 |                          |                          | ∅                        |                          | 01,8                     |
|             | Griechenland                             | Zustimmungsregelung      | [ Anm. 10 ]              | ∅                        | 03,9                     | 02,4                     |
|             | Kosovo                                   | keine                    |                          | ∅                        |                          |                          |
|             | Malta                                    | Zustimmungsregelung      | —                        | ∅                        | 22,5                     | 07,5                     |
|             | Moldau                                   |                          |                          | ∅                        | 0                        | 0                        |
|             | Nordmazedonien                           |                          | 1995 (2008)              | ∅                        | 0                        | 06,0                     |
|             | Polen                                    | Widerspruchsregelung     | 1990                     | ∅                        | 13,3                     | 01,8                     |
|             | Rumänien                                 | Zustimmungsregelung      | 1998                     | ∅                        | 03,3                     | 04,6                     |
|             | Russland                                 | Widerspruchsregelung     | 1992 (2007)              | ∅                        | 02,6                     | 01,4                     |
|             | Slowakei                                 | Widerspruchsregelung     | 1994                     | ∅                        | 16,8                     | 01,3                     |
|             | Tschechien                               | Widerspruchsregelung     | 1984 (2002)              | ∅                        | 19,6                     | 01,6                     |
|             | Ukraine                                  | Zustimmungsregelung      | 1999                     | ∅                        | 00,3                     | 01,9                     |
|             | Belarus                                  | Widerspruchsregelung     |                          | ∅                        | 08,5                     |                          |
|             | Zypern                                   | Widerspruchsregelung     | 1987                     | ∅                        | 04,4                     | 26,7                     |
|             | Arabische Länder                         |                          |                          |                          |                          |                          |
|             | Algerien                                 | Widerspruchsregelung     | 1990                     | ∅                        | 00,03                    | 02,9                     |
|             | Bahrain                                  | Widerspruchsregelung     | 1998                     | ∅                        | 04,0                     |                          |
|             | Brunei                                   |                          |                          | ∅                        | 0                        | 11,0                     |
|             | Katar                                    | Widerspruchsregelung     | 1997                     | ∅                        | 02,4                     | 01,6                     |
|             | Jordanien                                |                          |                          | ∅                        |                          | 29                       |
|             | Libanon                                  | Zustimmungsregelung      | 1983                     | ∅                        | 00,5                     | 16,3                     |
|             | Marokko                                  | Widerspruchsregelung     | 1998                     | ∅                        | 0                        | 00,3                     |
|             | Palästina                                | keine                    | —                        | ∅                        | 0                        | 01,6                     |
|             | Syrien                                   |                          | 2003                     | ∅                        | 0                        | 17,0                     |
|             | Saudi-Arabien                            | Zustimmungsregelung      | 2004                     | ∅                        | 02,7                     | 20,1                     |
|             | Tunesien                                 | Widerspruchsregelung     | 1991                     | ∅                        | 01,5                     | 10,5                     |
|             | Restliche Asiatische Länder              |                          |                          |                          |                          |                          |
|             | Bangladesch                              |                          |                          | ∅                        | 00,9                     |                          |
|             | Hongkong                                 |                          |                          | ∅                        | 04,2                     | 06,6                     |
|             | Indien                                   | Zustimmungsregelung      |                          | ∅                        |                          |                          |
|             | Iran                                     | [ Anm. 17 ]              | 2000                     | ∅                        | 04,1                     | 22,4                     |
|             | Israel                                   | Zustimmungsregelung      |                          | ∅                        | 08,0                     | 11,0                     |
|             | Japan                                    | Widerspruchsregelung     | 2010                     | ∅ ♠                      | 00,8                     |                          |
|             | Malaysia                                 | Zustimmungsregelung      |                          | ∅                        | 00,9                     | 01,2                     |
|             | Amerika                                  |                          |                          |                          |                          |                          |
|             | Vereinigte Staaten                       | Zustimmungsregelung      | 1968 (1987)              | ∅ ♠                      | 25,0                     | 20,6                     |
|             | Argentinien                              | Widerspruchsregelung     | 2005                     | ∅                        | 14,5                     | 06,7                     |
|             | Brasilien                                | Zustimmungsregelung      | 1968 (1997)              | ∅                        | 09,9                     | 09,3                     |
|             | Bolivien                                 | Zustimmungsregelung      | 1996                     | ∅                        | 01,4                     | 05,0                     |
|             | Chile                                    | Widerspruchsregelung     | 2010                     | ∅                        | 05,4                     | 02,6                     |
|             | Costa Rica                               | Widerspruchsregelung     | 1994                     | ∅                        | 03,5                     | 20,2                     |
|             | Dominikanische Republik                  | Widerspruchsregelung     | 1998 (2004)              | ∅                        | 01,1                     | 02,8                     |
|             | Ecuador                                  | Widerspruchsregelung     | 1994 (2001)              | ∅                        | 02,5                     | 03,7                     |
|             | El Salvador                              | Zustimmungsregelung      | 1994 (2001)              | ∅                        | 0                        | 05,5                     |
|             | Guatemala                                | Zustimmungsregelung      | 1996                     | ∅                        | 06,1                     | 05,2                     |
|             | Honduras                                 | Zustimmungsregelung      | 1984                     | ∅                        | 00,3                     | 0                        |
|             | Kanada                                   | Zustimmungsregelung      | 1980                     | ∅                        | 14,5                     | 16,1                     |
|             | Kolumbien                                | Widerspruchsregelung     | 1998                     | ∅                        | 12,3                     | 01,5                     |
|             | Kuba                                     | Zustimmungsregelung      | 1983 (1995)              | ∅                        | 09,9                     | 00,5                     |
|             | Mexiko                                   | Zustimmungsregelung      | 1984                     | ∅                        | 02,8                     | 16,2                     |
|             | Nicaragua                                |                          |                          | ∅                        | 0                        | 01,7                     |
|             | Panama                                   | Widerspruchsregelung     | 1983 (1998)              | ∅                        | 03,7                     | 03,7                     |
|             | Paraguay                                 | Widerspruchsregelung     | 2000                     | ∅                        | 04,5                     | 02,8                     |
|             | Peru                                     | Widerspruchsregelung     | 1974 (2004)              | ∅                        | 06,0                     | 02,9                     |
|             | Puerto Rico                              | Zustimmungsregelung      | 1974                     | ∅                        |                          |                          |
|             | Uruguay                                  | Zustimmungsregelung      | 1971                     | ∅                        | 14,4                     | 00,9                     |
|             | Venezuela                                | Zustimmungsregelung      | 1972 (1992)              | ∅                        | 03,4                     | 03,2                     |
|             | Australien und Neuseeland                |                          |                          |                          |                          |                          |
|             | Australien                               | Zustimmungsregelung      | 1987                     | ∅                        | 13,5                     | 13,3                     |
|             | Neuseeland                               | Zustimmungsregelung      | 1964                     | ∅                        | 08,8                     | 15,3                     |

1. ↑  Letzte Gesetzesnovelle in Klammern.
2. ↑  ∅ = Hirntod
 ♠ = Herztod
3. ↑  Pro eine Million Einwohner. Daten für das Erfassungsjahr 2010.
4. ↑  Von 1967 bis 1990 war eine Widerspruchsregelung in Kraft.
5. ↑  Von 1987 bis 1996 galt eine Zustimmungsregelung.
6. ↑  Ist der Verstorbenenwille unbekannt, muss der behandelnde Arzt die nächsten Verwandten hinsichtlich des Willens konsultieren.
7. 1 2 3  Praxis, es existiert keine explizite gesetzliche Regelung.
8. ↑  Familie kann Wunsch des Verstorbenen außer Kraft setzen.
9. ↑  Verwandte müssen schriftlich zustimmen.
10. ↑  Von 1978 bis nach 2004 war eine Widerspruchsregelung in Kraft.
11. ↑  Von 1954 bis 1992 galt die Notstandslösung.
12. 1 2 3 4 5 6  Daten aus dem Erfassungsjahr 2008.
13. 1 2 3 4 5 6 7 8 9 10 11  Daten für das Erfassungsjahr 2005.
14. ↑  Daten aus dem Erfassungsjahr 2006 nur für Nieren
15. 1 2  Daten für das Erfassungsjahr 2011.
16. ↑  Daten für das Erfassungsjahr 2009.
17. ↑  Iran hat einen staatlich regulierten Markt für Lebendspendenorgane.
18. ↑  Bestimmte Verwandte können der postmortalen Organentnahme widersprechen.
19. ↑  Zuvor Zustimmungsregelung; Gesetze eingeführt 1983 (1996).
20. ↑  Daten für das Erfassungsjahr 2003.
21. ↑  Regelungsbeginn variiert nach Bundesstaat; vor 1980 verabschiedeten folgende Bundesstaaten Zustimmungsregelungen: Alberta 1967; British Columbia 1974; New Brunswick 1973; Newfoundland 1966; Nova Scotia 1964.
22. ↑  Für Todesopfer durch Gewalteinwirkung gilt die erweiterte Widerspruchsregelung.

Die Rechtslage ist dabei ein wichtiger Faktor für die Rate der empirischen Spenderpopulationen: Staaten mit Widerspruchsregelungen verfügen (unter sonst gleichen Umständen) über höhere Anteile von postmortalen Spendern als solche mit Zustimmungsregelungen. Weitere bekannte Einflussfaktoren auf die Quote der Spendentätigkeit, sind der Anteil (formal) Höhergebildeter – operationalisiert als Absolventen tertiärer Schulformen – und die Zahl der Transplantationszentren pro Einwohner als Proxy für den Stand der Praxis der Transplantationsmedizin. Römisch-katholisch geprägte Staatswesen korrelieren ebenfalls positiv mit den Spenderraten. Als besonders erfolgreich in der Spenderquote hat sich das sogenannte spanische Modell herausgestellt, das für viele Regelungen in Lateinamerika als Vorbild genutzt worden ist.

### Staaten im Eurotransplant-Verbund
Obwohl sowohl die Benelux-Staaten, Deutschland, Österreich, Slowenien, Kroatien und Ungarn historisch sehr unterschiedliche Spendenpraktiken implementiert haben und damit verbunden ein sehr unterschiedliches Spendenaufkommen aufweisen, verteilen diese Länder, die in ihren Grenzen explantierten Spenderorgane gemeinsam über Eurotransplant.

#### Deutschland
Das Transplantationsgesetz (TPG) bildet in Deutschland den rechtlichen Rahmen für Organspenden. Gewebespenden werden durch das Gewebegesetz geregelt.
In eine Organspende können gemäß § 2 Abs. 2, Satz 3 TPG einwilligungsfähige Personen ab dem vollendeten 16. Lebensjahr einwilligen oder die Übertragung der Entscheidung auf Dritte wirksam erklären sowie ab dem vollendeten 14. Lebensjahr einer Organspende widersprechen.
Das Spenden eines Organs, das sich nicht wieder bilden kann, ist zu Lebzeiten für Verwandte ersten oder zweiten Grades, Ehegatten, eingetragene Lebenspartner, Verlobte oder Personen, die dem Spender in persönlicher Verbundenheit nahe stehen, möglich. Die Auslegung des gesetzlichen Begriffs der besonderen persönlichen Verbundenheit ist umstritten. Teilweise wird eine biographisch gewachsene Verbundenheit verlangt. Die Rechtsprechung begnügt sich mit einer prognostischen Entscheidung. Da der Gesetzeswortlaut keine Identität von dem explantierten und dem implantierten Organ voraussetzt, ist die Überkreuz-Lebendspende ohne Bindung zwischen den jeweiligen Paaren zulässig. Es muss eine schriftlich dokumentierte Aufklärung des prospektiven Spenders über Art und Umfang des Eingriffs und die möglichen, auch mittelbaren, Folgen einer Organentnahme für die Spendergesundheit sowie über die zu erwartende Erfolgsaussicht der Organübertragung auf den Empfänger und alle sonstigen Umstände, denen er erkennbar eine Bedeutung für seine Organspende beimisst, durch zwei Ärzte, von denen einer nicht an der Organentnahme beteiligt sein darf, erfolgen. Außerdem muss sich ein Lebenspender zur Teilnahme an einer ärztlich empfohlenen Nachbetreuung bereit erklären. Ein Widerruf einer Einwilligung ist auch mündlich jederzeit wirksam.
Eine gemäß Landesrecht gebildete Kommission muss des Weiteren begutachten, ob „begründete tatsächliche Anhaltspunkte“ dafür vorliegen, dass eine Organspende unter Zwang oder gegen finanzielle Remuneration erfolgen würde. Der Kommission gehören ein auch mittelbar an der Transplantation unbeteiligter Arzt, eine Person mit der Befähigung zum Richteramt und eine in psychologischen Fragen erfahrene Person an.
Ende 1997 wurde für Leichenspenden eine erweiterte Zustimmungsregelung etabliert: Organe eines Toten dürfen dann entnommen werden, wenn entweder der Verstorbene sich zu Lebzeiten für eine Organspende ausgesprochen hat oder die nächsten Angehörigen der Organentnahme zustimmen. Auch die Angehörigen sind dabei an den mutmaßlichen Willen des Verstorbenen gebunden. 2011 hatten sich etwa 35 % der Organspender nachvollziehbar zu Lebzeiten für eine Spende ausgesprochen.
Die Koordinierungsstelle nach § 11 TPG, die Deutsche Stiftung Organtransplantation (DSO), organisiert alle Schritte des Organspendeprozesses einschließlich des Transports der Organe zu den Empfängern. Die Partnerfindung von Spender und Empfänger bei postmortalen Spenden übernimmt Eurotransplant. Die Vermittlung der Organe erfolgt nach politischen und medizinischen Gesichtspunkten.

##### Gesetzesreformen
Mitte 2012 beschloss der Bundestag mit breiter Mehrheit und mit Zustimmung des Bundesrats eine Reform der Organspenderegelungen. Seit dem 1. November 2012 sind die gesetzlichen und privaten Krankenversicherungen verpflichtet, im Rahmen der sogenannten Entscheidungsregelung alle Krankenversicherten ab 16 Jahren alle zwei Jahre nach ihrer Einstellung zur postmortalen Organspende zu befragen. Die Elektronische Gesundheitskarte soll auf freiwilliger Basis zur Speicherung der Angaben verwendet werden können.
Im Zuge des Göttinger Organspendeskandals wurde das Transplantationsgesetz weiterhin breit öffentlich diskutiert.
Am 1. April 2019 legten in Deutschland der Bundesgesundheitsminister Jens Spahn und eine Anzahl Abgeordneter den Entwurf zu einem Gesetz „zur Regelung der doppelten Widerspruchslösung im Transplantationsgesetz“ vor. Ein Alternativvorschlag wurde am 6. Mai von anderen Bundestagsabgeordneten vorgelegt.
Am 16. Januar 2020 votierte das deutsche Parlament mehrheitlich gegen eine Widerspruchslösung und mehrheitlich für die erweiterte Zustimmungslösung

##### Öffentliche Diskussion
Im Vorfeld der Gesetzesreform hatten sich Befürworter der Organspende, wie die Bundesärztekammer oder der Nationale Ethikrat, für eine Änderung ausgesprochen, um dem Mangel an Spenderorganen in Deutschland abzuhelfen. So sollte ihrer Meinung nach eine Kombination von Entscheidungs- und Widerspruchsregelung in der Gesetzgebung Eingang finden.
Von Februar bis April 2011 wurden 1165 Schüler von Mainzer Gymnasien im Alter zwischen 14 und 20 Jahren per Fragebogen zu den Themen Hirntod und Organspende befragt. Auffällig ist, dass 63 Prozent der Befragten die postmortale Organspende befürworten, jedoch nur 11,3 % einen Organspendeausweis besitzen. Unter denen, die die Organspende ablehnen, gaben 72,4 % ein Informationsdefizit als Grund für die Ablehnung an. Wissensfragen zum Hirntod wurden teilweise von über der Hälfte der Befragten falsch beantwortet, was belegt, dass dieses Defizit nicht vollständig subjektiv ist. Entsprechende Kampagnen zum Thema Organspende sollen dementsprechend zur Information und Sensibilisierung der Bevölkerung dienen, wie beispielsweise das Organspende-Tattoo im Rahmen der Kampagne „Opt.Ink“.

##### Empirie
Verstorbene, bei denen der Hirntod festgestellt wurde und bei denen keine medizinischen Kontraindikationen vorliegen, sind potentielle Organspender. Bei 54 % von diesen kam es 2001 zu einer Organspende. Bei 39 % lag kein dokumentierter Wille des Verstorbenen vor und die Organspende wurde von den Angehörigen abgelehnt. In 4 % der Fälle kam es zu einem Kreislaufversagen. Von den Organspendern hatten im Jahr 2001 5,2 % einen Organspendeausweis und 8,8 % hatten ihren Willen anderweitig dokumentiert, in 78 % der Fälle wurde die Organspende durch die Angehörigen legitimiert.
2009 wurden 1.888 potentielle Organspender gemeldet. Haben Angehörige bereits vor der Hirntodbestimmung ihre Ablehnung signalisiert, wird diese Person seit 2006 nicht als potentieller Organspender gemeldet. In 565 Fällen davon wurde die Organspende im Angehörigengespräch abgelehnt. In 63 Fällen wurde die Organentnahme abgebrochen, da beispielsweise ein Tumor festgestellt wurde. In 24 Fällen lagen andere medizinische Gründe vor, in 19 Fällen andere Gründe. Es verblieben 1.217 tatsächliche Organspender. Das sind 64 %.
Die Tabelle gibt eine Übersicht über durchgeführte Organspenden in Deutschland. Im oberen Teil sind die postmortalen Spenden aufgeführt, es folgen die Lebendspenden. 2012 wurden an der Medizinischen Hochschule Hannover in Deutschland erstmals zwei Lebendlungenspenden durchgeführt.
| Organ                               | 1996 | 1997 | 1998 | 1999 | 2000 | 2001 | 2002 | 2003 | 2004 | 2005 | 2006 | 2007 | 2008 | 2009 | 2010 | 2011 | 2012 | 2013 | 2014 | 2015 | 2016 | 2017 | 2018 | 2019 | 2020 | 2021 | 2022 |
| ----------------------------------- | ---- | ---- | ---- | ---- | ---- | ---- | ---- | ---- | ---- | ---- | ---- | ---- | ---- | ---- | ---- | ---- | ---- | ---- | ---- | ---- | ---- | ---- | ---- | ---- | ---- | ---- | ---- |
| Niere                               | 1902 | 1961 | 1992 | 1865 | 1851 | 1940 | 1865 | 2081 | 1974 | 2190 | 2246 | 2320 | 2167 | 2144 | 2250 | 2036 | 1789 | 1512 | 1481 | 1521 | 1461 | 1334 | 1607 | 1524 | 1447 | 1492 | 1966 |
| Herz                                | 479  | 507  | 482  | 441  | 370  | 374  | 348  | 339  | 355  | 366  | 385  | 377  | 369  | 347  | 385  | 362  | 318  | 300  | 294  | 278  | 286  | 251  | 295  | 324  | 320  | 310  | 358  |
| Leber                               | 535  | 549  | 581  | 590  | 589  | 608  | 610  | 700  | 779  | 844  | 917  | 1042 | 1007 | 1039 | 1114 | 1040 | 919  | 773  | 763  | 730  | 725  | 674  | 779  | 726  | 746  | 742  | 748  |
| Lunge                               | 82   | 94   | 129  | 123  | 123  | 135  | 186  | 194  | 221  | 238  | 236  | 264  | 265  | 254  | 290  | 313  | 339  | 327  | 330  | 270  | 297  | 264  | 338  | 329  | 342  | 299  | 254  |
| Pankreas (Bauchspeicheldrüse)       | 91   | 112  | 147  | 189  | 202  | 176  | 154  | 176  | 174  | 152  | 140  | 131  | 127  | 108  | 155  | 160  | 141  | 119  | 114  | 101  | 94   | 70   | 91   | 87   | 79   | 57   | 44   |
| Dünndarm                            |      |      |      |      |      |      | 6    | 6    | 5    | 3    | 1    | 6    | 10   | 5    | 11   | 6    | 5    | 4    | 7    | 1    | 4    | 1    | 3    | 5    | 7    | 5    | 2    |
| Totspenden insgesamt                | 3089 | 3223 | 3331 | 3208 | 3135 | 3233 | 3169 | 3496 | 3508 | 3777 | 3925 | 4140 | 3945 | 3897 | 4205 | 3917 | 3511 | 3035 | 2989 | 2901 | 2867 | 2594 | 3113 | 2995 | 2941 | 2905 | 2796 |
| Lebendspenden (Niere und Teilleber) | 139  | 303  | 368  | 421  | 436  | 483  | 532  | 479  | 553  | 600  | 605  | 627  | 620  | 660  | 756  | 866  | 844  | 808  | 678  | 690  | 647  | 605  | 690  | 574  | 502  | 950  | 576  |
| Insgesamt (Deutschland)             | 3228 | 3526 | 3699 | 3629 | 3571 | 3716 | 3701 | 3975 | 4061 | 4377 | 4530 | 4767 | 4565 | 4557 | 4961 | 4783 | 4355 | 3843 | 3667 | 3592 | 3514 | 3199 | 3803 | 3569 | 3443 | 3855 | 3372 |
| Organ                               | 1996 | 1997 | 1998 | 1999 | 2000 | 2001 | 2002 | 2003 | 2004 | 2005 | 2006 | 2007 | 2008 | 2009 | 2010 | 2011 | 2012 | 2013 | 2014 | 2015 | 2016 | 2017 | 2018 | 2019 | 2020 | 2021 | 2022 |

##### Massenmediale Rezeption
Das Thema Organspende findet regelmäßig Platz in den deutschen Massenmedien. Oftmals sind aktuelle Schicksale der Auslöser für Berichterstattung in den lokalen Medien, überregional erlangt das Thema im Rahmen der geplanten Nachrichten rund um den Tag der Organspende erhöhte Aufmerksamkeit.
Anlässe für erhöhte Medienaufmerksamkeit waren 2010 die Nierenlebendspende des Spitzenpolitikers Frank-Walter Steinmeier sowie 2012 der Göttinger Organspende-Skandal.
Auch gegen die DSO wurden in der Vergangenheit Vorwürfe wegen angeblicher „Selbstbedienungsmentalität“ und fehlerhafter Struktur erhoben, die auch durch eine Untersuchungskommission nicht entkräftet werden konnten (Le Ker, Spiegel Online 2012, Kuhrt, Spiegel Online 2012). Nicht zuletzt als Reaktion auf diese Skandale und die daraus resultierenden rückläufigen Spenderzahlen in Deutschland trat am 1. November 2012 die sogenannte „Organspende-Reform“ in Kraft (vgl. „Gesetz zur Regelung der Entscheidungslösung“).

##### DDR
In der DDR wurde die Organ-Entnahme ab dem 4. Juli 1975 durch die Verordnung über die Durchführung von Organtransplantationen geregelt.
Durch die Verordnung wurde die Widerspruchsregelung eingeführt. Damit war „die Organentnahme von Verstorbenen für Transplantationszwecke […] zulässig, falls der Verstorbene zu Lebzeiten keine anderweitigen Festlegungen getroffen hat“. Ebenso wie heute war eine Beteiligung der Ärzte an der Transplantation ausgeschlossen, wenn diese vorher an der Feststellung des Todes beteiligt waren. Die Todesfeststellung selber geschah durch ein „Ärztekollektiv, das hierüber ein Protokoll anzufertigen“ hatte.
Eine Lebendspende wurde durch die Verordnung ebenso geregelt. Der Spender durfte seine Zustimmung davon abhängig machen, das Organ einer bestimmten Person zu transplantieren.
Am 5. August 1987 wurde die Verordnung zur besseren materiellen Absicherung des Spenders neu geregelt, die neue Fassung trat am 1. Oktober 1987 in Kraft. Die Verordnung wurde durch den Einigungsvertrag zum 3. Oktober 1990 obsolet.

#### Österreich
In Österreich gilt die Widerspruchsregelung. Die gesetzliche Grundlage dafür bietet seit 1982 das Krankenanstaltengesetz.
Das österreichische Transplantationsrecht gilt auch für Ausländer unabhängig von ihrem Herkunftsort. Deswegen sieht das Österreichische Bundesinstitut für Gesundheitswesen als zentrale Widerspruchsstelle auch die Aufnahme von Ausländern in die (Nicht-)Spenderdateien vor.

#### Belgien
Belgien praktiziert seit 1986 eine erweiterte Widerspruchslösung für postmortale Spenden.

#### Niederlande
Bis 1998 gab es in den Niederlanden kein spezifisches Gesetz für Organspenden und so war eine erweiterte Zustimmungslösung via des 1869 erlassenen Gesetzes über den Umgang mit Leichen geregelt.
1998 wurde nach einer Volksabstimmung eine erweiterte Zustimmungslösung für Leichenspenden eingeführt, bei der gegebenenfalls die nächsten Verwandten den unbekannten Verstorbenenwillen imputieren. Gleichzeitig wurde staatlicherseits eine Kampagne für eine Aufnahme in ein Organspenderegister gestartet. Um dem Organmangel abzuhelfen, werden außerdem schon seit den 1980er Jahren vermehrt neben Hirntoten auch wieder Herztote als Organspender in Betracht gezogen.
International erregte die für die niederländische Öffentlichkeit produzierte Fakeshow De Grote Donorshow große Aufmerksamkeit. In der Show spielten drei auf eine Organspende wartende Patienten vermeintlich um die Nieren einer Spenderin. Die Sendung polarisierte die Öffentlichkeit über die Grenzen der Niederlande hinaus.

### Dänemark
In Dänemark erfolgte die erste (postmortale) Nierenspende 1964.
Obwohl das erste dänische Transplantationsgesetz die Frage nach dem Todeskriterium nicht eindeutig beantwortete, war zunächst ein Atemstillstand für die postmortale Organentnahme zwingend erforderlich. Seit 1990 wird der Hirntod im Rahmen der Organspende anerkannt. Es gilt eine Zustimmungsregelung, die bei fehlender Zustimmung des Spenders zu Lebzeiten es den Verwandten erlaubt, eine Entscheidung an deren statt zu treffen. Seit 1990 kann man zu Lebzeiten die Zustimmung eigene Organe post mortem zu spenden im dänischen Organspenderregister eintragen, wobei seit 2000 verschiedene Arten der Zustimmung beziehungsweise Ablehnung registriert werden können. Lediglich sieben Prozent der zumeist sich online Registrierenden lehnen dabei eine Organspende grundsätzlich ab.

### Schweiz
Das 2004 verabschiedete Schweizer Transplantationsgesetz trat am 1. Juli 2007 in Kraft. Das Gesetz beruht auf einem entsprechenden Verfassungsartikel in der Bundesverfassung (Art. 119a). Die Schweiz ist europaweit eines der letzten Länder, welches ein Transplantationsgesetz eingeführt hat.
Das Gesetz sah in seiner ursprünglichen Fassung die erweiterte Zustimmungslösung vor. Patienten mussten also vor ihrem Tod ausdrücklich ihren Willen zur Spende erklärt haben. Liegt eine solche Willensäußerung nicht vor, entscheiden die Angehörigen.
Vor dem Erlass des Transplantationsgesetzes erfolgte keine einheitliche Regelung der Transplantationsmedizin durch den Bund und die Kantone hatten die entsprechende Gesetzgebungskompetenz. Die kantonalen Regelungen waren allerdings uneinheitlich, sodass 1995 zwei Motionen eine gesetzliche Regelung auf Bundesebene forderten. Bis zur Einführung des Gesetzes wurde 1996 ein Bundesbeschluss über die Kontrolle von Blut, Blutprodukten und Transplantaten erlassen.
Die eidgenössische Volksinitiative „Organspende fördern – Leben retten“, welche die Einführung der Widerspruchsregelung forderte, ist im April 2019 zustande gekommen. Die Volksinitiative, welche die Bundesverfassung ändern wollte und deswegen dem obligatorischen Referendum unterstanden hätte, wurde zurückgezogen, nachdem das Parlament am 1. Oktober 2021 eine Änderung des Transplantationsgesetzes beschlossen hatte, welche das Anliegen der Volksinitiative im Rahmen einer erweiterten Widerspruchslösung (Angehörige können eine Organspende ablehnen) aufnahm. Die Gesetzesänderung unterstand dem fakultativen Referendum. Da dieses ergriffen wurde, fand am 15. Mai 2022 eine Volksabstimmung statt, wobei die Stimmberechtigten der Gesetzesänderung mit rund drei Fünftel zustimmte. Die Widerspruchslösung dürfte frühestens 2026 in Kraft treten, da das elektronische Organspende-Register mit der noch nicht eingeführten e-ID verknüpft werde. Die Änderung der Transplantationsverordnung befindet sich noch bis zum 21. August 2024 in der Vernehmlassung.

### Spanien
Spanien hat ein besonders erfolgreiches Organspendeprogramm, welches die weltweit höchsten Spenderquoten produziert. Im Jahr 2017 kamen auf eine Million Einwohner 46,9 Spender. Dieses – manchmal spanisches Modell genannte – Programm hat einen großen Einfluss auf lateinamerikanische Staaten ausgeübt und wird derzeit als Modell für Nicaragua verwendet.
Die spanische Bevölkerung steht postmortalen Spenden sehr positiv gegenüber: Etwa 80 bis 85 Prozent der Spanier wären laut eigener Aussage gewillt, sich nach dem Tod Organe entnehmen zu lassen.
Vielfach wird angenommen, dass die Widerspruchsregelung der Grund für den Erfolg der Organspende in Spanien sei. Aber das ist nur teilweise richtig. Entscheidender ist, dass in Spanien bereits der Herztod und nicht erst der Hirntod als sicheres Todeskriterium gilt. Erst seit Einführung dieser Regelung kam es in Spanien zu einer stetig wachsenden Anzahl an Spenderorganen.

### Portugal
Bis eine Person nicht ihren Widerspruch gegen eine Organspende ausgedrückt hat, wird in Portugal davon ausgegangen, dass sie mit einer postmortalen Spende einverstanden ist. Vor der Entnahme der Organe findet ein Gespräch mit der Familie statt, um den Willen des Verstorbenen zu erfahren.

### Griechenland
In Griechenland kommt es nur mit dem Einverständnis der nahen Verwandten der Verstorbenen zu einer Organspende, wenn diese nicht ermittelt werden können, dürfen keine Organe entnommen werden. Bislang ist die Spendenrate im Vergleich zu anderen europäischen Ländern niedrig. Im Jahr 2024 betrug sie 10 Organspender auf eine Million Menschen, dabei ist eine steigende Tendenz zu beobachten. 2024 startete auch eine Kampagne des Gesundheitsministeriums mit dem Ziel, eine effektivere Kooperation zwischen den Krankenhäusern und der 1999 gegründeten griechischen Organisation für Organspenden herzustellen. Auf der digitalen Plattform der staatlichen Krankenversicherung können sich Spendenwillige registrieren lassen, sodass ihre Entscheidung als bindend gilt.

### Türkei
In der Türkei gilt eine erweiterte Zustimmungslösung für postmortale Spenden. Bei Lebendspenden ist außergewöhnlich, dass neben der Zustimmung des Spenders auch eine Information der Ehepartner von Spender und Empfänger erfolgen muss.

### Südosteuropa
2011 berichtete eine Studie über 36 Patienten aus dem Kosovo, Mazedonien, und Albanien, die sich unregulierten Transplantationen in Pakistan unterzogen hatten, mit sehr schlechter Erfolgsrate.
In Serbien wurden 1990 und 1992 zwei widersprüchliche Regelungen gesetzlich verankert; durch diese unklare Gesetzeslage werden Organspenden behindert.

### Nachfolgestaaten der Sowjetunion
In der Sowjetunion galt eine äußerst liberale Praxis im Umgang mit Leichnamen. Bereits 1932 wurde in der Ukrainischen Sowjetrepublik ein Gesetz für die Entnahme von Augen von Verstorbenen zum Zwecke der Transplantation erlassen; ab 1937 konnte das Gesundheitsministerium Verordnungen zur Organentnahme erlassen. Ab 1954 durften Organe auch gegen den Willen der Angehörigen entnommen werden.
Nach dem Zusammenbruch der Sowjetunion wurde in Russland die erweiterte Widerspruchslösung eingeführt. In der Ukraine – einer der Hochburgen illegalen Organhandels – wird seit 1999 eine restriktive erweiterte Zustimmungslösung praktiziert, bei der die nächsten Verwandten der Organentnahme zustimmen müssen.

### Vereinigte Staaten
In den USA ist eine Zustimmungsregelung eingeführt worden. Die Liste der auf ein Spenderorgan wartenden enthielt Anfang 2015 etwa 123.000 Namen. Eine Organspende erfolgt nur mit Einverständnis der Familie und des Spenders selber.

### Arabische Welt
In Staaten der Arabischen Welt sind zumeist explizite Gesetze oder Richtlinien in Kraft, die Organspenden regeln. All diesen Regelungen gemeinsam ist dabei bei Lebendspenden die jederzeit widerrufbare wohlinformierte Zustimmung („informed consent“) des Spenders und ein Verbot finanzieller Anreize. Darüber hinaus unterscheiden sich die Bestimmungen wie folgt:

#### Ägypten
In Ägypten soll ein Gesetzesprojekt die Lebendspende regeln, um illegale Transplantationen und den Organhandel zu unterbinden.

#### Algerien
Die in Algerien notwendige religiöse Rechtfertigung für Organspenden wurde 1985 erstellt. Dabei sind die überaus meisten Nierenspenden durch Lebendspenden erbracht worden, welche von gesunden erwachsenen Spendern ohne Remuneration erbracht werden dürfen, insoweit dies nicht ihr Leben gefährden würde. Gemäß Artikel 16 des Gesetzes 90-17 ist für postmortale Spenden seit Juli 1990 eine erweiterte Widerspruchsslösung de jure etabliert worden. Dabei wird der Hirntod de facto von einer Kommission nach zwei Null-EEGs im Abstand von vier Stunden durch eine medizinische Kommission beglaubigt. Bei unbekannten Wunsch des Verstorbenen beraten ein Psychiater, ein Psychologe und ein Imam die nächsten Angehörigen hinsichtlich der Entscheidung, die Organe freizugeben.

#### Bahrain
Bahrain erlaubt Lebendspenden, solange sowohl Spender als auch Empfänger schriftlich zustimmen und aus medizinischer Sicht nichts gegen eine Transplantation spricht. Für Leichenspenden gilt eine erweiterte Widerspruchsregelung, wobei bei keinem Widerspruch des Verstorbenen zu Lebzeiten, der nächste Angehörige einer Organentnahme zustimmen muss.

#### Jordanien
In Amman wurde 1972 nach einer Herztodspende die erste erfolgreiche Nierentransplantation in einem arabischen Staat durchgeführt. Heute hat Jordanien eine der höchsten Nierenlebendspendenraten der Welt.

#### Katar
Katar praktiziert eine sehr restriktive erweiterte Widerspruchsregelung, wobei bei fehlendem schriftlich fixiertem Willen von Verstorbenen im Alter zwischen 18 und 70 Jahren alle Verwandten ersten und zweiten Grades einer Organentnahme einwilligen müssen. Reproduktive Organe sind von der Entnahme ausgenommen.
Unter diesen Umständen war 2005 etwa ein Drittel der Wohnbevölkerung Katars zu einer Organspende bereit.

#### Libanon
Alle konstituierenden Religionsgemeinschaften im Libanon stehen Organspenden positiv gegenüber.

#### Marokko
Marokko erlaubt Lebendspenden nur zwischen in direkter Linie verwandten Erwachsenen und mehrjährigen Ehepartnern. Post mortem, definiert als Hirntod, gilt eine erweiterte Widerspruchsregelung, bei der in der Reihenfolge absteigender Wichtigkeit Ehepartner, Eltern und Kinder bei nicht dokumentiertem Willen des Verstorbenen einer Organentnahme effektiv widersprechen können.

#### Saudi-Arabien
In Saudi-Arabien ist der Herz- oder der Hirntod Voraussetzung für eine postmortale Organentnahme. Es gilt eine erweiterte Zustimmungsregelung. Bei unbekanntem Verstorbenenwillen entscheiden die Erben des Verstorbenen, die gegebenenfalls durch ein „Überzeugungskomitee“ beraten werden. Lebendspenden sind nur für Blutsverwandte zulässig.

#### Sudan
Im Sudan sollen Lebendspenden aus dem engsten Familienkreis erfolgen, wobei Minderjährige, insbesondere weibliche, nur in Notfällen als Spender in Frage kommen. Sind Verwandtenspenden nicht möglich, entscheidet ein Komitee über die Zulässigkeit einer Fremdspende. De jure ist für postmortale Spenden eine erweiterte Zustimmungslösung in Kraft.

#### Syrien
Syrien erlaubt Lebendspenden nur für volljährige Blutsverwandte und minderjährige Zwillingsgeschwister. Postmortale Spenden müssen anders als in vielen anderen Jurisdiktionen nicht anonym erfolgen.

#### Tunesien
Tunesien erlaubt Lebendspenden für zurechnungsfähige Personen über 20 Jahren. Post mortem gilt eine erweiterte Widerspruchsregelung: Dabei können Hinterbliebene einer Organentnahme widersprechen, wenn der Verstorbene nicht zu Lebzeiten einer Spende zugestimmt hat, was seit 1999 auf dem Personalausweis eingetragen werden kann. Für minderjährige Verstorbene entscheiden die Erziehungsberechtigten. Spenden reproduktiver Organe sind verboten.

### Indien
Bisher wurden in Indien seit 1971 etwa 21.000 Nieren und seit 1995 329 Lebern gespendet.
Rechtlicher Rahmen für postmortale Spenden ist eine erweiterte Zustimmungsregelung, bei der die nächsten Verwandten bei unbekanntem Verstorbenenwillen von Personen über 18 Jahren über eine Organspende entscheiden dürfen. Für vor dem 18. Geburtstag Verstorbene entscheiden die Eltern; wird ein Leichnam nicht binnen 48 Stunden von Verwandten beansprucht, kann der Leiter der Institution, in der der Verstorbene dahinschied, eine Entscheidung treffen. Lebendspenden sind im Grundsatz nur unter nahen Verwandten erlaubt; LURD-Transplantationen verlangen nach einer Entscheidung eines unabhängigen Komitees.

### Iran
Iran hat für LURD-Lebendspenden einen regulierten Organmarkt für iranische Staatsangehörige eingerichtet. Post mortem dürfen gemäß einem Gesetz aus dem Jahr 2000 Organe nur mit Zustimmung der Familie entnommen werden, die entweder den Verstorbenenwillen bestätigen muss oder, falls dieser unbekannt ist, im Sinne des vermuteten Interesses des Verstorbenen liegen soll.

### Israel
Seit Januar 2010 werden Menschen, die selber einer Organspende mit einem Spenderpass zugestimmt haben, bei der Vergabe von Organen gegenüber einem möglichen Empfänger, der von der Dringlichkeitsstufe einer Spende gleich beurteilt wurde, aber keinen entsprechenden Ausweis vorweisen kann, bevorzugt.

### Japan
In Japan sind postmortale Organspenden deutlich seltener als in den meisten westlichen Ländern. Dies hat zunächst kulturelle Gründe: Dem Herz wird tendenziell ein Vorrang vor dem Gehirn eingeräumt, außerdem stößt die Verletzung der Unversehrtheit des Körpers auf Ablehnung. Hinzu kommt ein Organspendefall aus dem Jahr 1968, der zu langanhaltenden Diskussionen und Misstrauen hinsichtlich des Hirntodkriteriums geführt hat.
Das 1997 in Kraft getretene Gesetz zur Organspende verlangte von Spendern eine schriftliche Einverständniserklärung; das Einverständnis der Familie wurde ebenfalls gefordert. Als Konsequenz war die Herzspenderquote in Japan mit 81 Organspenden in zwölf Jahren auffallend niedrig.
Im Juli 2010 trat eine Gesetzesnovelle in Kraft. Nunmehr dürfen Hirntoten Organe entnommen werden, wenn sich die Familie des Verstorbenen nicht ausdrücklich dagegen ausspricht. Darüber hinaus wurde das Mindestspenderalter von 15 Jahren ersatzlos gestrichen. 2010 waren 13 Prozent der japanischen Krankenhäuser in der Lage, eine Organentnahme bei einem Jugendlichen vorzunehmen. Es wurde angestrebt, diese Zahl bis Ende des Jahres auf 39 Prozent anzuheben.
Die erste Organspende ohne schriftliche Einverständniserklärung des Spenders erfolgte am 9. August 2010.

### Mongolei
In der Mongolei wurde die erste Nierenlebendspende 2006 von einer eineiigen Zwillingsschwester der Empfängerin getätigt; seitdem wurden lediglich Lebendspenden naher Verwandter durchgeführt.

### Philippinen
Die Philippinen erlauben seit 2002 als einer der wenigen Staaten Lebendnierenspenden für Personen, die nicht aus dem persönlichen Umfeld des Spenders stammen, gegen eine Sondervergütung im Wert von insgesamt etwa 275.000 ₱ (umgerechnet etwa 4.124 €) und einer gesetzlichen Krankenabsicherung für den Zeitraum von zehn Jahren, wobei in etwa das Doppelte der Geldsummen in der Praxis toleriert wird. Obwohl das Gesetz den Verkauf von Organen ausdrücklich ausschließt, ist im Zuge dieser Regelungen sogenannter Organtourismus entstanden, sodass seit 2009 Organspenden an Ausländer untersagt worden sind. Generell haben sich unter diesen Umständen die Resultate aus diesen Fremdspenden sowohl für den Empfänger medizinisch unterdurchschnittlich als auch für den Spender sozioökonomisch nicht von Vorteil erwiesen.
Postmortale Spenden verlangen nach der Zustimmung des nächsten Angehörigen; ist der potentielle Organspender durch Gewalteinwirkung ums Leben gekommen, kann, falls der nächste Angehörige nicht binnen 48 Stunden erreicht werden kann, der behandelnde Arzt oder der Klinikchef über eine Organentnahme entscheiden.

### Entwicklungsländer
In Entwicklungsstaaten ohne gesetzliche Regelung wird teilweise Organhandel betrieben. In diesem Fall kann allerdings nicht mehr von einer (auf freiwilliger Basis erfolgenden) Organspende die Rede sein.

#### Guyana
In Guyana werden ausschließlich Lebendspenden vorgenommen.

#### Nigeria
Organspenden werden in Nigeria seit 2003 entgegengenommen. Studien aus den Bundesstaaten Lagos und Ọṣun lassen vermuten, dass etwa ein Drittel der Bevölkerung zu einer Organspende bereit wäre, wobei die Landbevölkerung vor allem aus Bildungsgründen eine niedrigere Spendenbereitschaft aufweist.

## Begriffsproblematik
Der Begriff Organspende war 1997 ein Kandidat zur Wahl zum Unwort des Jahres. Die Jury begründete das mit einer „Pervertierung“ des Spendenbegriffs.

## Philatelistisches
Mit dem Erstausgabetag 2. Juni 2022 gab die Deutsche Post AG ein Sonderpostwertzeichen im Nennwert von 85 Eurocent zum Thema Organspende heraus. Der Entwurf stammt vom Grafiker Jens Müller aus Düsseldorf.